# Manuel Latre Huarte
Manuel Latre Huarte (Casp, 13 de gener de 1789 – Ciudad Rodrigo, 5 d'octubre de 1840) va ser un polític i militar espanyol, ministre durant la minoria d'Isabel II d'Espanya.
Oncle del jurista José Latre y Aínsa, va fer la carrera militar i arribà al grau de brigadier. Va donar suport al pronunciament de Rafael del Riego i a les Corts de 1821 fou elegit diputat pel regne d'Aragó, alhora que el nomenaren cap polític de Galícia. D'agost a setembre de 1835 fou Capità general d'Aragó.
Durant la primera guerra carlina va lluitar juntament amb Baldomero Espartero en el setge de Bilbao de 1835. El març de 1838 va substituir Josep Carratalà com a Ministre de Guerra en el govern del comte d'Ofalia, i després continuà durant uns mesos en el govern del duc de Frías.